# مهمان دوست (دامنكوه)
مهمان دوست (بالفارسية: مهماندوست) هي مستوطنة تقع في إيران في قسم دامنكوه الريفي. يقدر عدد سكانها بـ 1118 نسمة بحسب إحصاء 2016.